# Visita de Bento XVI a Portugal

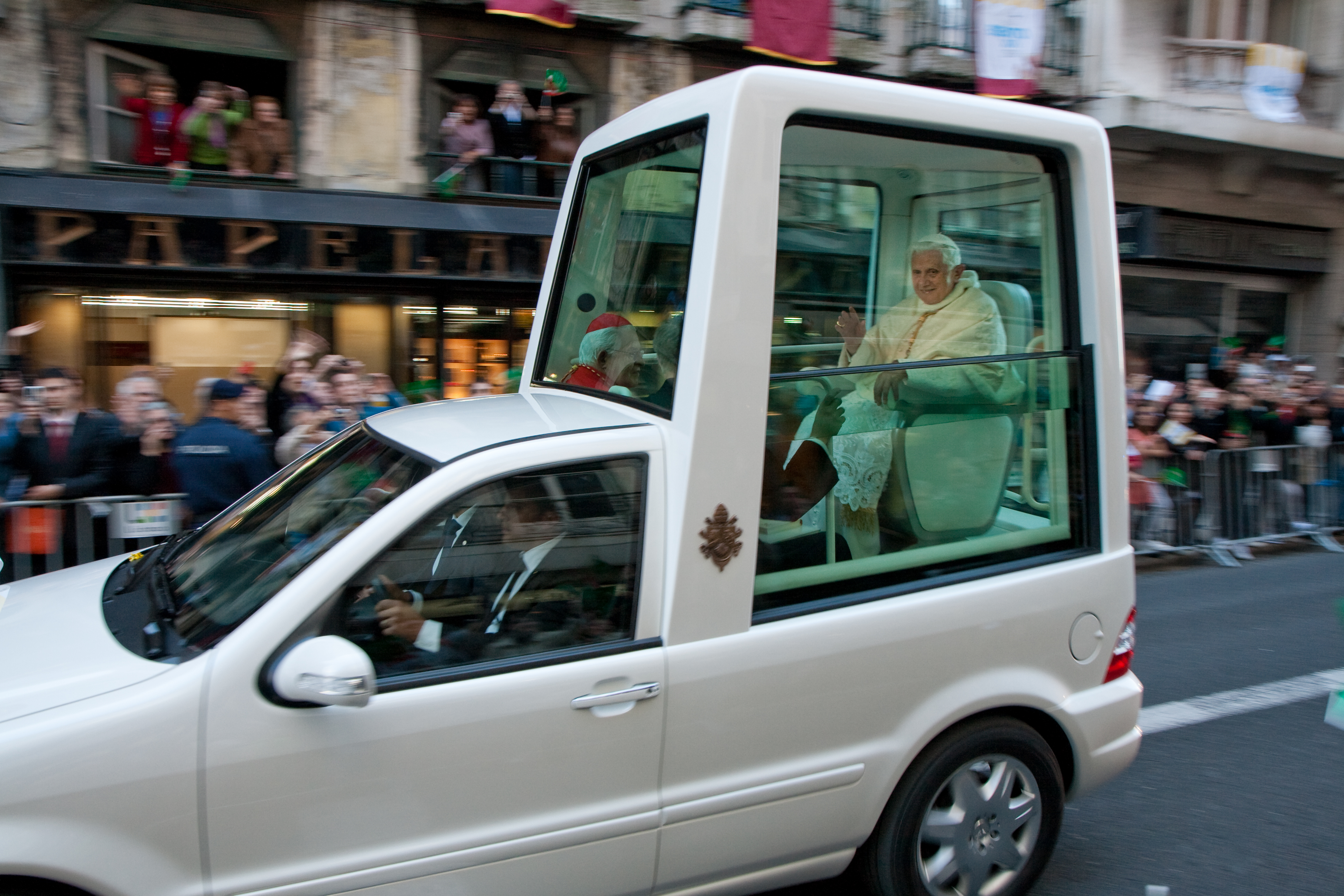
Papa Bento XVI no papamóvel, no cortejo automóvel em Lisboa, 11 de maio de 2010

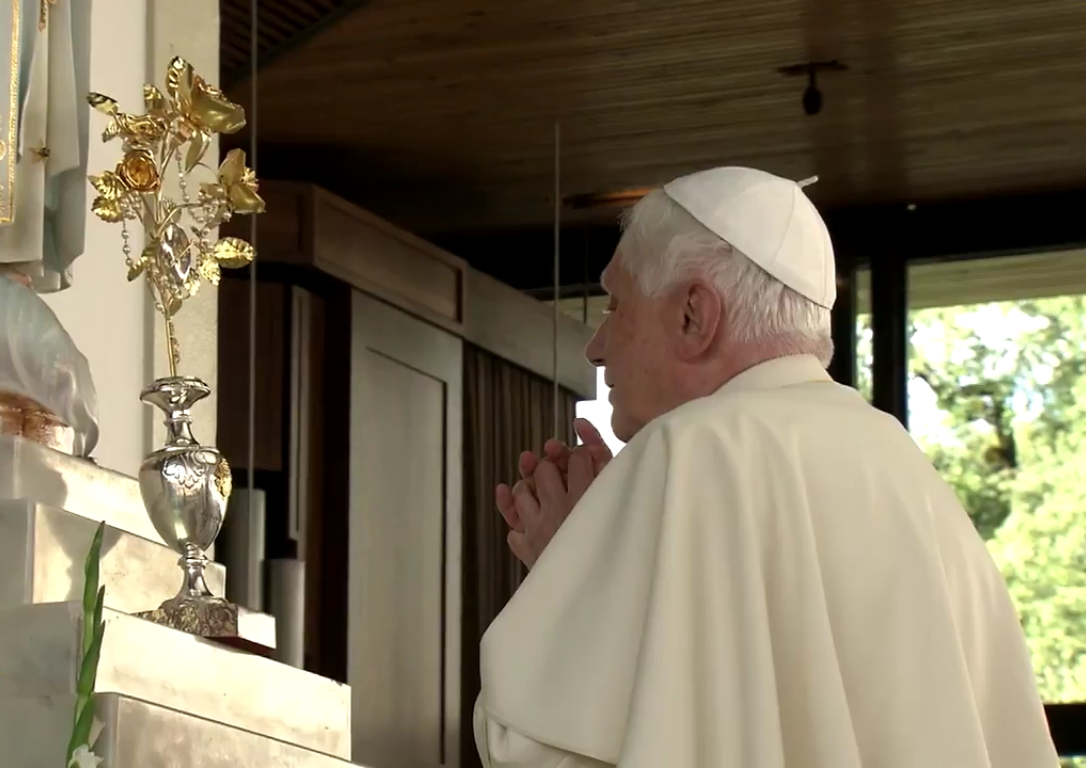
O Papa Bento XVI entrega a segunda Rosa de Ouro a Nossa Senhora de Fátima no dia 12 de maio de 2010, na Capelinha das Aparições do Santuário de Fátima, na Cova da Iria

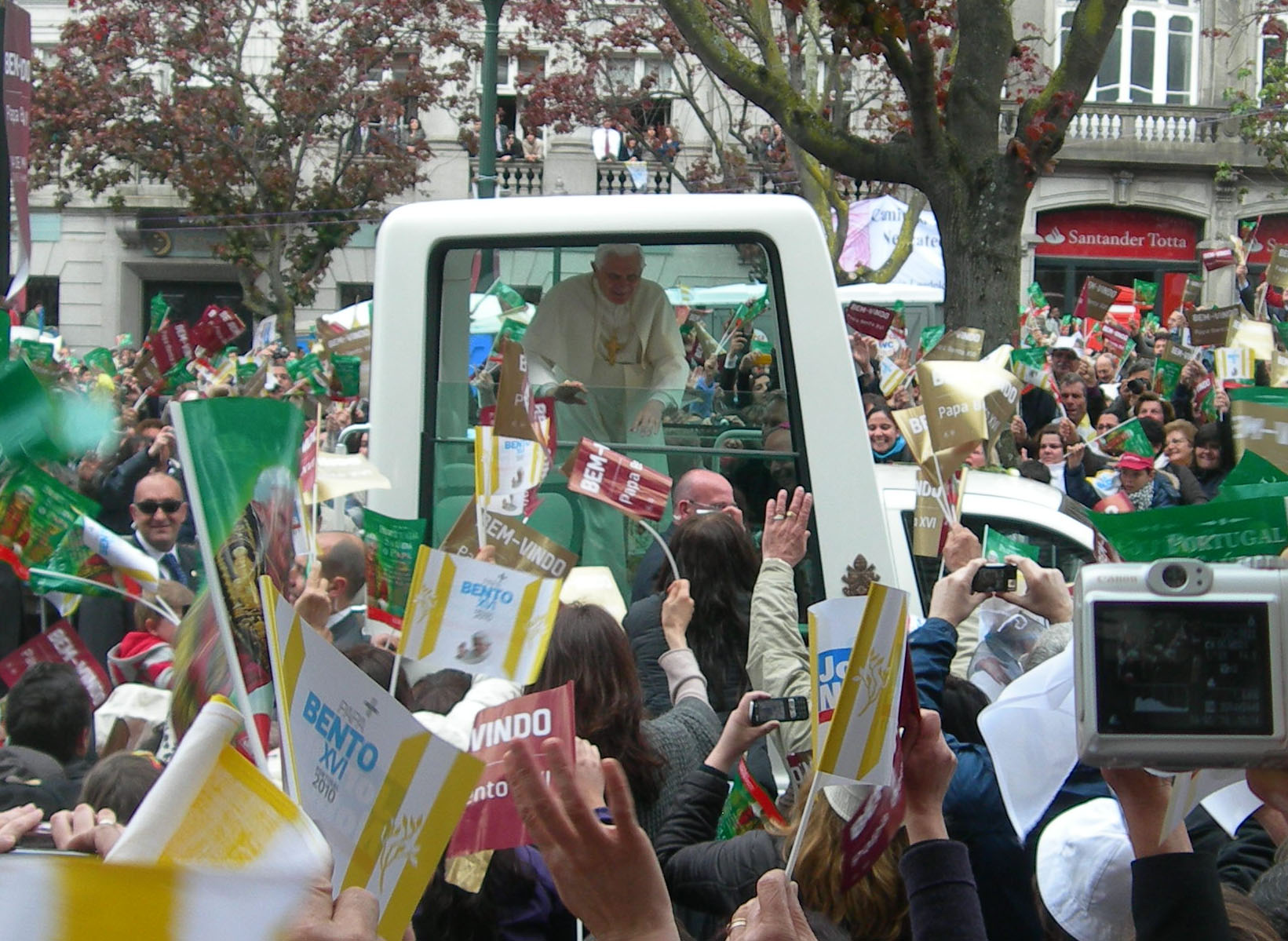
Papa Bento XVI na cidade do Porto

A visita apostólica do papa Bento XVI a Portugal decorreu nos dias 11 a 14 de Maio de 2010. Os propósitos principais desta visita papal foram a celebração do 10.º aniversário da beatificação dos pastorinhos de Fátima, Francisco e Jacinta Marto, videntes de Nossa Senhora, e o contacto com as dioceses de Lisboa, de Leiria-Fátima e do Porto.
O Papa Bento XVI chegou a Figo Maduro no Aeroporto da Portela, em Lisboa, na manhã do dia 11. Após um encontro na Nunciatura apostólica com o corpo diplomático e representantes do Estado, visitou o Mosteiro dos Jerónimos e foi recebido pelo presidente Aníbal Cavaco Silva no Palácio de Belém. No final da audiência, o Papa saudou também os funcionários do Palácio de Belém. Ao fim da tarde, ele celebrou uma missa no Terreiro do Paço, no centro da capital portuguesa.
No dia 12, de manhã, deu-se o encontro de Bento XVI com personalidades do mundo da cultura no Centro Cultural de Belém, e com o primeiro-ministro José Sócrates na Nunciatura Apostólica, partindo a meio da tarde para a Cova da Iria, em Fátima. Logo após a sua chegada, deslocou-se à Capelinha das Aparições e depois celebrou a oração de Vésperas com o clero na Basílica da Santíssima Trindade.
No dia 13, o Papa esteve no recinto do Santuário de Fátima, na Cova da Iria, um dos mais visitados da Europa, com o clero português e presidiu a uma missa no santuário no dia 13 de maio, no 93.º aniversário das aparições marianas. À tarde, deram-se os encontros do Papa com as organizações da Pastoral Social, na Basílica da Santíssima Trindade, e com os bispos portugueses no Salão da Casa de Nossa Senhora do Carmo.
No dia 14, o programa do Papa consistiu numa deslocação até ao Porto. Celebrou a missa na Avenida dos Aliados e depois partiu para o Aeroporto Francisco Sá Carneiro de onde seguiu para o Vaticano. Os microfones utilizados na missa foram doados ao Mosteiro de Montariol, em Braga, à Igreja de Santa Cecília, no Funchal, e ao Seminário de Vilar, no Porto.